# Прокоп'єво (Тяжинський округ)
Проко́п'єво (рос. Прокопьево) — село у складі Тяжинського округу Кемеровської області, Росія.

## Населення
Населення — 74 особи (2010; 142 у 2002).
Національний склад (станом на 2002 рік):
- росіяни — 98 %